# Rhododendron cinerascens
Rhododendron cinerascens är en ljungväxtart som beskrevs av Herman Otto Sleumer. Rhododendron cinerascens ingår i släktet rododendron, och familjen ljungväxter. Inga underarter finns listade i Catalogue of Life.